# Psara auricolor
Psara auricolor là một loài bướm đêm trong họ Crambidae.